# Christina Krafczyk

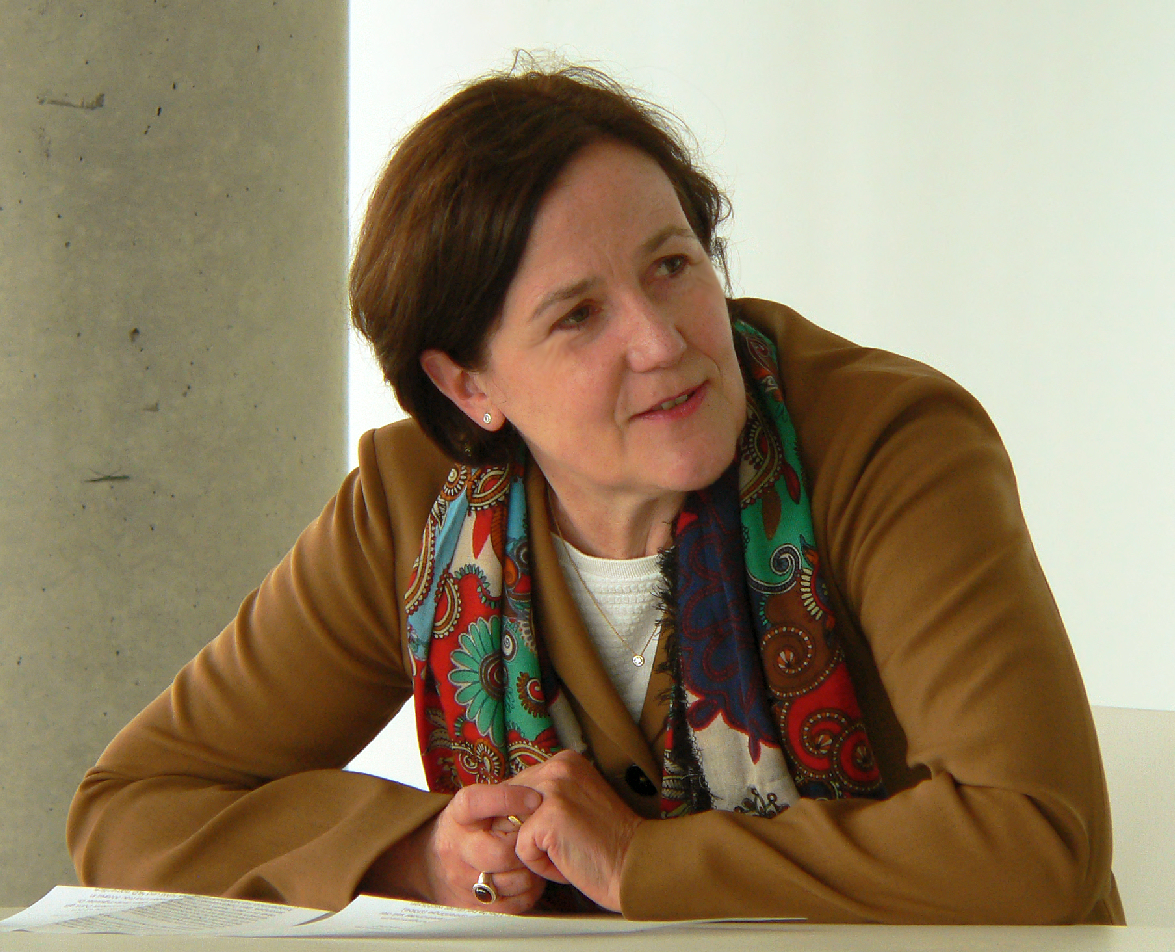
Christina Krafczyk, 2020

Christina Krafczyk (*  1965 in Hagen) ist eine deutsche Architektin und Präsidentin des Niedersächsischen Landesamts für Denkmalpflege in Hannover.

## Wirken
Christina Krafczyk begann ihre Berufslaufbahn in den 1990er Jahren als wissenschaftliche Mitarbeiterin am Lehrstuhl für Denkmalpflege und Bauforschung der Technischen Universität Dortmund, wo sie Assistentin bei Uta Hassler war. Zu dieser Zeit arbeitete sie als selbständige Architektin in verschiedenen Arbeitsgemeinschaften. Ab 2005 war Christina Krafczyk als Oberassistentin am Institut für Denkmalpflege im Departement Architektur der ETH Zürich beschäftigt. Seit 2008 war sie am Institut für Bauwerkserhaltung und Tragwerk an der Fakultät Architektur, Bauingenieurwesen und Umweltwissenschaften der Technischen Universität Braunschweig tätig, wo sie einen Lehrauftrag im Bereich Bautechnikgeschichte hatte. 2013 promovierte sie über Architekturgeschichte des 19. Jahrhunderts. Am 1. September 2017 wurde Christina Krafczyk Präsidentin des Niedersächsischen Landesamtes für Denkmalpflege in der Nachfolge von Stefan Winghart, der in den Ruhestand ging.
Die wissenschaftlichen und denkmalfachlichen Schwerpunkte ihrer Tätigkeit liegen in der Bauwerkserhaltung. Bei zahlreichen architektonischen Projekten war sie an denkmalgerechten Lösungen zur nachhaltigen Nutzung von Kulturdenkmalen beteiligt.

## Mitgliedschaften und Nebentätigkeiten
Christina Krafczyk war 2013 Gründungsmitglied der Gesellschaft für Bautechnikgeschichte und 2015–2019 deren Vorstandsmitglied. Sie ist Mitglied der Denkmalpflegeorganisation ICOMOS, im Stiftungsrat der Deutschen Stiftung Denkmalschutz, im Beirat der Bundesstiftung Baukultur, in der Historischen Kommission für Niedersachsen und in der Dehio-Vereinigung.  Außerdem gehört sie der Denkmalkommission Niedersachsen und der Vertreterversammlung der Architektenkammer Niedersachsen an. 2021/2022 war sie Ländervertreterin in der EU-Expertengruppe OMC-Group „Strengthening Cultural Heritage Resilience for Climate Change“.
Christina Krafczyk ist seit dem Sommersemester 2021 Lehrbeauftragte für Denkmalpflege am Institut für Geschichte und Theorie der Architektur der Leibniz Universität Hannover.

## Veröffentlichungen (Auswahl)
(chronologisch)
- (als Christina Bleszynski) Langfriststrategien für kirchliche Baubestände. In: Manfred Keller, Kerstin Vogel (Hrsg.): Erweiterte Nutzung von Kirchen – Modell mit Zukunft (= Evangelische Hochschuldialoge, Bd. 3). Lit Verlag, Berlin / Münster 2008, ISBN 978-3-8258-1389-5, S. 175–179.
- Wichtendahl und die Rüstungsindustrie im Nationalsozialismus. In: Winfried Nerdinger (Hrsg.): Wilhelm Wichtendahl 1902-1992. Architekt der Post, der Rüstung und des Wiederaufbaus (= Schriften des Architekturmuseums Schwaben, Bd. 9). Reimer, Berlin 2011, ISBN 978-3-496-01437-9, S. 48–80.
- Constantin Uhde. Bauen in Braunschweig, E. Appelhans, Braunschweig 2016, ISBN 978-3-944939-20-9.[13]
- Ingenieurkompetenz als Schlüssel denkmalgerechter Betoninstandsetzung? In: Berichte zur Denkmalpflege in Niedersachsen 3/2016, S. 146–148.
- (mit Klaus Thiele) Otto Haesler in Celle: Siedlung Blumläger Feld – Kleinstwohnungsbau der 1930er Jahre als Optimierung wirtschaftlichen Bauens in Stahlbauweise. In: Gesellschaft für Bautechnikgeschichte (Hrsg.): Alltag und Veränderung. Praktiken des Bauens und Konstruierens. Dresden 2017, S. 157–172.
- Was erhalten – wie erhalten? Bauwerkserhaltung und Denkmalpflege des 21. Jahrhunderts. In: Berichte zur Denkmalpflege in Niedersachsen, Heft 3/2019, S. 120–123.
- (mit Ulrich Knufinke) Junge Denkmäler in Niedersachsen. Drei Herausforderungen beim Schützen und Erhalten. In: Klaus Tragbar (Hrsg.): Die Zukunft der Nachkriegsmoderne. Positionen und Projekte (= Innsbrucker Beiträge zur Baugeschichte, Bd. 3). Deutscher Kunstverlag, Berlin / München 2022, ISBN  978-3-422-98629-9, S. 14–29.
- (mit Ulrich Knufinke, Steffen Marx, Johanna Monka-Birkner, Moritz Reinäcker) Eisenbahnbrücken als »Denkmale im Netz«. Neue Ansätze für die Inventarisation? In: Die Denkmalpflege, Jg. 80 (2022), S. 155–161.
- Deutsches Nationalkomitee für Denkmalschutz (Hrsg.): Dokumentation Netzwerkdialog „Denkmalschutz ist aktiver Klimaschutz“. Paderborn 2022 (Digitalisat), S. 17 ff., S. 28 ff.
- Ressource Kulturerbe. Von der Denkmalpflege für den Erhalt des Baubestands lernen. In: Die Architekt, Hrsg. Bund Deutscher Architektinnen und Architekten,  Heft 2024-2, S. 36–41. (Abschrift)
- Kirchen in Transformation (2025), im Denkmalatlas Niedersachsen, abgerufen am 17. April 2025.